# 稻川英里
稻川英里（日语：／ Inagawa Eri，1993年10月28日—）是日本的女性聲優、舞台演員。曾所属賢Production，并于2025年2月19日离开。

## 人物
神奈川縣出身，2011年獲得賢Production全國聲優選拔會大賞。

## 演出作品
※粗體字代表主要角色。

### 電視動畫
2012年
- 銀魂'（看子）
- Little Charo～東北篇～（日语：リトル・チャロ〜東北編〜）

2014年
- 狼少女和黑王子（女學生）
- パックワールド（日语：パックワールド）（Cylindria）
- 妖怪手錶（小林愛、女孩）

2015年
- SHOW BY ROCK!!（聖川詩杏／希安[5]）
- 放學後的昴星團（學生B）
- 緋彈的亞莉亞AA（綺羅）

2016年
- 迷家（喵田、園兒B）
- SHOW BY ROCK!!SHORT!!（聖川詩杏／希安）
- 魯邦三世（美人姐妹三女）
- SHOW BY ROCK!!#（聖川詩杏／希安）
- 勇利!!! on ICE（女性A）

2017年
- 將國戡亂記（奧林匹亞）
- 鬼燈的冷徹 第貳期（女性靈）

2018年
- 閃電十一人 阿瑞斯的天秤（星乃圓）

2019年
- 盾之勇者成名錄（助手）

2020年
- SHOW BY ROCK!! Mashumairesh!!（希安[6]）

### 劇場版動畫
2014年
- 回憶中的瑪妮（信子的友人A）

### 網路動畫
2013年
- SHOW BY ROCK!!（希安[7]）

2016年
- （志帆[8]）

### 遊戲
2012年
- 渾沌世代6（日语：ジェネレーション オブ カオス6）（瑪蓮娜[9]）

2013年
- 偶像大師 百萬人演唱會！（大神環[10]）

2014年
- 東京七姐妹（夜舞沙緒理）

2015年
- 真·三國無雙7 帝王傳（姑娘1、活潑2）

2016年
- 嫁Collection（日语：嫁コレ）（聖川詩杏／青）
- 白貓Project（伊莉莎貝塔．溫特露絲）

2017年
- 聖火降魔錄 回聲 另一位英雄王（梅伊／メイ）
- 問答RPG 魔法使與黑貓維茲（佩蘿米、亞米）
- 偶像大師 百萬人演唱會！劇場時光（大神環）

2018年
- 心跳偶像（片桐奈奈菜）

2019年
- 高校艦隊 指尖艦隊戰鬥！（加藤小百合[11]）
- 勇者鬥惡龍XI S 尋覓逝去的時光（露可[12]）
- 彈射世界（萊特[13]、亞美莉亞、蒂亞、莉莉露[14]）
- 聖火降魔錄 英雄雲集（梅伊）

2020年
- SHOW BY ROCK!! Fes A Live（希安[15]／聖川詩杏）
- Crash Fever（斯科皮奧）

### 廣播
- SHOW BY ROCK!!（音泉、HiBiKi Radio Station（日语：HiBiKi Radio Station）：2015年4月10日 - 7月25日）[16]

### 廣播劇CD
- 非正式時光（尾根壽壽子）

### 數位漫畫
2012年
- 帝一之國（赤場夢子）

### 其他
- 溫泉女孩（秩父美祭）

## 音樂作品

### 角色歌
| 發售日   | 商品名稱                                                        | 演唱名義 | 歌曲                                       | 備註                                     |
| 2012年   | 2012年                                                          | 2012年 | 2012年                                     | 2012年                                   |
| -------- | --------------------------------------------------------------- | --- | ------------------------------------------ | ---------------------------------------- |
| 3月22日  | YUMEGIWA DOLL                                                   | VvoxX | 「YUMEGIWA DOLL」 「EDOKYO FUTURE」        | 《VvoxX》相關歌曲                        |
| 2013年   |                                                                 | |                                            |                                          |
| 4月24日  | THE IDOLM@STER LIVE THE@TER PERFORMANCE 01 Thank You!           | 765 MILLIONSTARS | 「Thank You!」                             | 遊戲《偶像大師 百萬人演唱會！》主題曲    |
| 4月24日  | THE IDOLM@STER LIVE THE@TER PERFORMANCE 01 Thank You!           | 765THEATER ALLSTARS | 「Thank You! （765THEATER ver.）」         | 遊戲《偶像大師 百萬人演唱會！》主題曲    |
| 7月21日  | SHOW BY ROCK!! - Plasmagica                                     | Plasmagica | 「Can't stop DAISUKI !!」                  | 遊戲《SHOW BY ROCK!!》相關歌曲           |
| 11月27日 | THE IDOLM@STER LIVE THE@TER PERFORMANCE 08                      | 大神環（稻川英里） | 「」                                       | 遊戲《偶像大師 百萬人演唱會！》相關歌曲  |
| 11月27日 | THE IDOLM@STER LIVE THE@TER PERFORMANCE 08                      | 高槻彌生（仁後真耶子）、大神環（稻川英里）、中谷育（原嶋燈）、矢吹可奈（木戶衣吹） | 「Good-Sleep, Baby♡」                      | 遊戲《偶像大師 百萬人演唱會！》相關歌曲  |
| 2014年   |                                                                 | |                                            |                                          |
| 11月26日 | THE IDOLM@STER LIVE THE@TER HARMONY 06                          | 灼熱少女 | 「」 「Welcome!!」                         | 遊戲《偶像大師 百萬人演唱會！》相關歌曲  |
| 11月26日 | THE IDOLM@STER LIVE THE@TER HARMONY 06                          | 大神環（稻川英里） | 「BOUNCING♪ SMILE!」                       | 遊戲《偶像大師 百萬人演唱會！》相關歌曲  |
| 2015年   |                                                                 | |                                            |                                          |
| 4月22日  |                                                                 | Plasmagica | 「」                                       | 電視動畫《SHOW BY ROCK!!》片頭曲         |
| 4月22日  | 「Close to you」                                                | Plasmagica | 電視動畫《SHOW BY ROCK!!》相關歌曲         |                                          |
| 5月13日  | Have a nice MUSIC!!                                             | Plasmagica | 「Have a nice MUSIC!!」                    | 電視動畫《SHOW BY ROCK!!》片尾曲         |
| 5月13日  | Have a nice MUSIC!!                                             | Plasmagica | 「Joyfulness」                             | 電視動畫《SHOW BY ROCK!!》相關歌曲       |
| 6月3日   |                                                                 | Plasmagica | 「」 「」                                  | 電視動畫《SHOW BY ROCK!!》插入曲         |
| 6月24日  | SHOW BY ROCK!! BD 第1卷特裝限定版 完全新作Solo Project CD1      | 希安（稻川英里） | 「Nyao Universe」                          | 電視動畫《SHOW BY ROCK!!》相關歌曲       |
| 6月24日  | SHOW BY ROCK!! BD 第1卷 限定版特典                              | 希安（稻川英里） | 「」 「」                                  | 電視動畫《SHOW BY ROCK!!》相關歌曲       |
| 8月26日  | SHOW BY ROCK!! BD 第3卷 限定版特典                              | 希安（稻川英里） | 「」 「」                                  | 電視動畫《SHOW BY ROCK!!》相關歌曲       |
| 9月30日  | THE IDOLM@STER LIVE THE@TER DREAMERS 01 Dreaming!               | MILLION ALLSTARS | 「Welcome!!」                              | 遊戲《偶像大師 百萬人演唱會！》相關歌曲  |
| 10月28日 | SHOW BY ROCK!! BD 第5卷 限定版特典                              | 希安（稻川英里） | 「」 「」                                  | 電視動畫《SHOW BY ROCK!!》相關歌曲       |
| 2016年   |                                                                 | |                                            |                                          |
| 1月30日  | THE IDOLM@STER LIVE THE@TER SOLO COLLECTION Vo.03 Dance Edition | 大神環（稻川英里） | 「」                                       | 遊戲《偶像大師 百萬人演唱會！》相關歌曲  |
| 2月17日  | Favorite Number/My pace!!                                       | Plasmagica | 「Favorite Number」 「My pace!!」          | 遊戲《SHOW BY ROCK!!》相關歌曲           |
| 3月23日  | THE IDOLM@STER LIVE THE@TER DREAMERS 06                         | 大神環（稻川英里）、菊地真（平田宏美）、高坂海美（上田麗奈）、島原埃琳娜（角元明日香）、田中琴葉（種田梨沙）、永吉昴（齊藤佑圭）、福田法子（濱崎奈奈）、雙海真美（下田麻美）、星井美希（長谷川明子）、舞濱步（戶田惠） | 「Dreaming!」                              | 遊戲《偶像大師 百萬人演唱會！》相關歌曲  |
| 3月23日  | THE IDOLM@STER LIVE THE@TER DREAMERS 06                         | 大神環（稻川英里）、雙海真美（下田麻美） | 「」                                       | 遊戲《偶像大師 百萬人演唱會！》相關歌曲  |
| 5月18日  |                                                                 | Plasmagica | 「」 「」                                  | 電視動畫《SHOW BY ROCK!!》相關歌曲       |
| 8月24日  |                                                                 | Plasmagica | 「」                                       | 電視動畫《SHOW BY ROCK!! Short!!》主題曲 |
| 8月24日  | 「Are You Studying?」                                           | Plasmagica | 電視動畫《SHOW BY ROCK!! Short!!》相關歌曲 |                                          |
| 8月31日  | SHOW BY ROCK!! BEST Vol.1                                       | Plasmagica | 「Can't stop DAISUKI !!」                  | 遊戲《SHOW BY ROCK!!》相關歌曲           |
| 9月21日  | SHOW BY ROCK!! BEST Vol.2                                       | Plasmagica | 「Favorite Number」 「My pace!!」          | 遊戲《SHOW BY ROCK!!》相關歌曲           |
| 10月5日  | My Song is YOU !!                                               | Plasmagica | 「My Song is YOU !!」                      | 電視動畫《SHOW BY ROCK!!#》片尾曲        |
| 10月5日  | My Song is YOU !!                                               | Plasmagica | 「Hazy Twinkle」                           | 電視動畫《SHOW BY ROCK!!#》相關歌曲      |
| 10月12日 | THE IDOLM@STER THE@TER ACTIVITIES 02                            | 茱莉亞（愛美）、周防桃子（渡部惠子）、大神環（稻川英里）、木下日向（田村奈央）、福田法子（濱崎奈奈） | 「」 「DIAMOND DAYS」                      | 遊戲《偶像大師 百萬人演唱會！》相關歌曲  |
| 10月12日 |                                                                 | Plasmagica | 「」                                       | 電視動畫《SHOW BY ROCK!!#》片頭曲        |
| 10月12日 | 「」                                                            | Plasmagica | 電視動畫《SHOW BY ROCK!!#》相關歌曲        |                                          |
| 11月30日 |                                                                 | Plasmagica | 「」 「」                                  | 電視動畫《SHOW BY ROCK!!#》插入曲        |
| 12月21日 | My Resolution～～                                               | Plasmagica | 「My Resolution～～」 「 ballade version」 | 電視動畫《SHOW BY ROCK!!#》插入曲        |
| 12月21日 | My Resolution～～                                               | 聖川詩杏（稻川英里） | 「Close to you（詩杏 ver.）」              | 電視動畫《SHOW BY ROCK!!#》插入曲        |
| 12月28日 | SHOW BY ROCK!!# BD第1卷特典CD                                   | 希安（稻川英里） | 「LOVE FOR YOU!!」                         | 電視動畫《SHOW BY ROCK!!#》相關歌曲      |

### 團體成員
1. ↑  （稻川英里）、（北原知奈）、（內藤有海）、（藤田茜）、（堀中優希）
2. 1 2  天海春香（中村繪里子）、春日未來（山崎遙）、如月千早（今井麻美）、木下日向（田村奈央）、四條貴音（原由實）、茱莉亞（愛美）、高山紗代子（駒形友梨）、田中琴葉（種田梨沙）、天空橋朋花（小岩井小鳥）、箱崎星梨花（麻倉桃）、松田亞利沙（村川梨衣）、三浦梓（高橋智秋）、水瀨伊織（釘宮理惠）、最上靜香（田所梓）、望月杏奈（夏川椎菜）、矢吹可奈（木戶衣吹）、艾米莉·斯圖亞特（郁原優）、大神環（稻川英里）、我那霸響（沼倉愛美）、菊地真（平田宏美）、北上麗花（平山笑美）、高坂海美（上田麗奈）、佐竹美奈子（大關英里）、島原埃琳娜（角元明日香）、高槻彌生（仁後真耶子）、永吉昴（齊藤佑圭）、野野原茜（小笠原早紀）、馬場木實（高橋未奈美）、福田法子（濱崎奈奈）、舞濱步（戶田惠）、真壁瑞希（阿部里果）、百瀨莉緒（山口立花子）、橫山奈緒（渡部優衣）、秋月律子（若林直美）、伊吹翼（Machico）、北澤志保（雨宮天）、篠宮可憐（近藤唯）、周防桃子（渡部惠子）、德川茉莉（諏訪彩花）、所惠美（藤井幸代）、豐川風花（末柄里惠）、中谷育（原嶋燈）、七尾百合子（伊藤美來）、二階堂千鶴（野村香菜子）、萩原雪步（淺倉杏美）、ROCO（中村溫姬）、雙海亞美／真美（下田麻美）、星井美希（長谷川明子）、宮尾美也（桐谷蝶蝶）
3. ↑  春日未來（山崎遙）、木下日向（田村奈央）、茱莉亞（愛美）、高山紗代子（駒形友梨）、田中琴葉（種田梨沙）、天空橋朋花（小岩井小鳥）、箱崎星梨花（麻倉桃）、松田亞利沙（村川梨衣）、最上靜香（田所梓）、望月杏奈（夏川椎菜）、矢吹可奈（木戶衣吹）、艾米莉·斯圖亞特（郁原優）、大神環（稻川英里）、北上麗花（平山笑美）、高坂海美（上田麗奈）、佐竹美奈子（大關英里）、島原埃琳娜（角元明日香）、永吉昴（齊藤佑圭）、野野原茜（小笠原早紀）、馬場木實（高橋未奈美）、福田法子（濱崎奈奈）、舞濱步（戶田惠）、真壁瑞希（阿部里果）、百瀨莉緒（山口立花子）、横山奈緒（渡部優衣）、伊吹翼（Machico）、北澤志保（雨宮天）、篠宮可憐（近藤唯）、周防桃子（渡部惠子）、德川茉莉（諏訪彩花）、所惠美（藤井幸代）、豐川風花（末柄里惠）、中谷育（原嶋燈）、七尾百合子（伊藤美來）、二階堂千鶴（野村香菜子）、ROCO（中村溫姬）、宮尾美也（桐谷蝶蝶）
4. 1 2  希安（稻川英里）、秋秋（上坂堇）
5. ↑  田中琴葉（種田梨沙）、大神環（稻川英里）、高坂海美（上田麗奈）、所惠美（藤井幸代）、宮尾美也（桐谷蝶蝶）
6. 1 2 3 4  希安（稻川英里）、秋秋（上坂堇）、（沼倉愛美）、摩亞（佐倉綾音）
7. 1 2  希安（稻川英里）

## 外部連結
- （日語）事務所公開簡歷 （页面存档备份，存于）
- （日語）稻川生態觀察日誌 （页面存档备份，存于）（本人部落格）
- （日語）稻川英里的X（前Twitter）